# Hypdonus singaporensis
Hypdonus singaporensis is een keversoort uit de familie kniptorren (Elateridae). De wetenschappelijke naam van de soort is voor het eerst geldig gepubliceerd in 1970 door Ôhira.